# 菊池纯礼
菊池纯礼（日语：／ Kikuchi Sumire，1996年1月15日—），日本女子短道速滑、速度滑冰运动员，2023年世界速度滑冰锦标赛女子团体追逐赛银牌得主、2024年四大洲速度滑冰锦标赛女子团体追逐赛银牌得主。